# ルドルフ・ルートヴィヒ・カール・フィルヒョウ

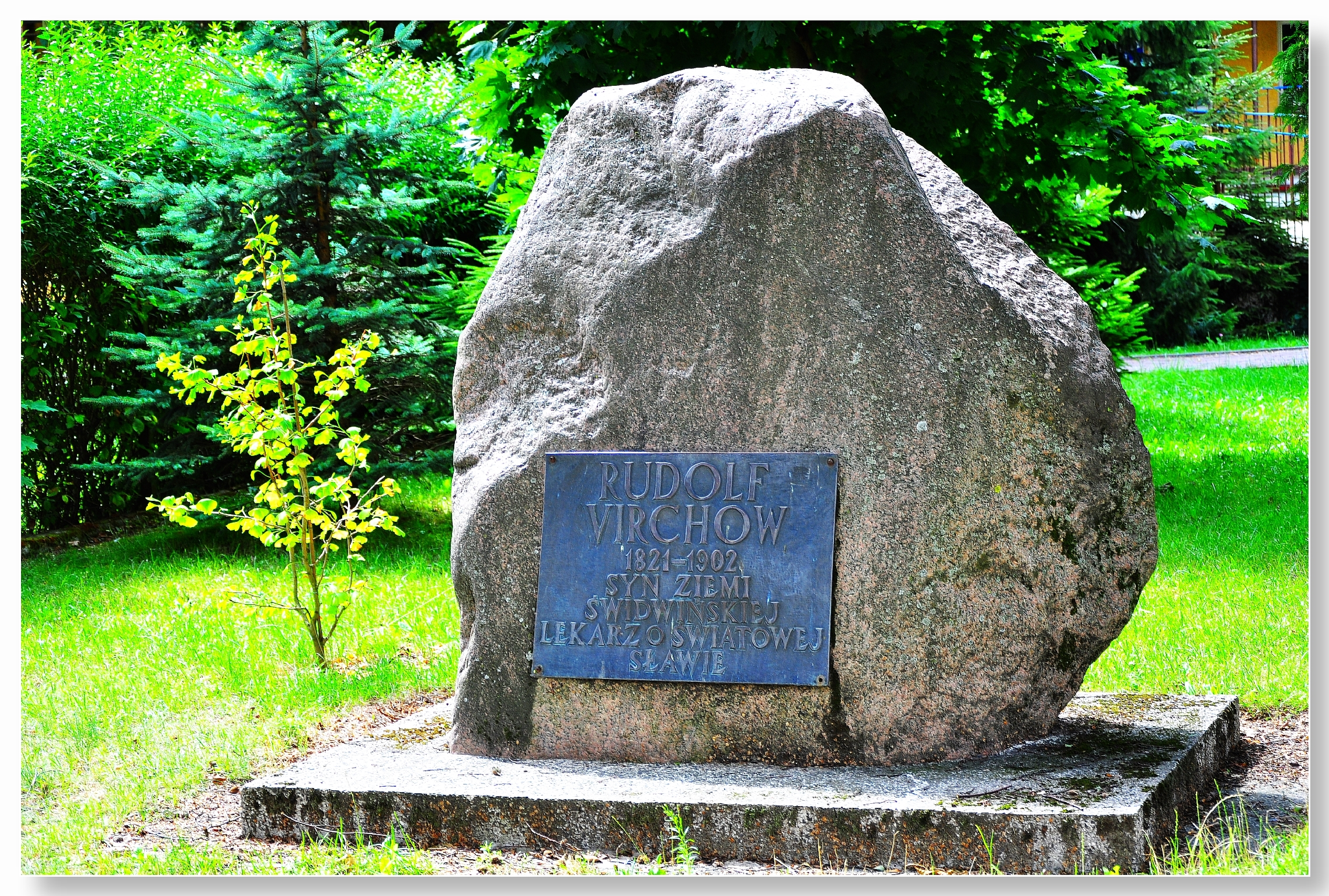
彼の故郷の中心にあるメモリアルストーン。- Świdwin - シチェチンとコシャリンの町の近く, ポーランド

ルードルフ・ルートヴィヒ・カール・フィルヒョウ（Rudolf Ludwig Karl Virchow、発音[ˈvirço] / [ˈfirço]、1821年10月13日 - 1902年9月5日）は、ドイツ人の医師、病理学者、先史学者、生物学者、政治家。白血病の発見者として知られる。姓は「ウィルヒョー」「ヴィルヒョー」「ウイルヒョー」「ウイルヒョウ」などと表記することもある。

## 生涯
プロイセン王国・ポンメルンのシフェルバイン（現：ポーランド・西ポモージェ県シフィドビン）生まれ。ベルリンにあったプロイセン陸軍士官学校で医学を学び、1843年にベルリン大学で博士号を取得して、1847年にプロイセン陸軍士官学校の教授に就任した。2年後に政治上の理由によりヴュルツブルク大学の教授に就任して、そこで解剖学を研究した。1856年からベルリン大学で病理学の教授を務めた。
彼の法則でもっとも有名な物は「全ての細胞は細胞から生じる」という物で、ラテン語のモットー、"omnis cellula e cellula"として知られている。これは、全ての生命でなく、特定の細胞やその細胞のグループしか病気にならないという彼の発見とつながる。彼は細胞病理学、比較病理学（人間と動物に共通する疾患の比較）、人類学の基礎を作った。また、彼の死後になって確立された、静脈血栓症の形成に関する三つの要因（血管の障害・血流の鬱滞・血液性状の変化）は、彼の名を冠して「ウィルヒョーの3要素」（3徴、3原則、3条件などとも）と呼ばれている。
晩年は保守化し、ベルリンで「病理学の法王」として君臨した。ことに、センメルヴェイス・イグナーツ（ゼンメルワイス）の消毒法（産褥熱の研究）に対する、初期の反対者の一人でもあった。当時最大の病理学者であるフィルヒョーの反対は影響力が大きく、センメルヴェイスがウィーンからハンガリーへ去る原因の一つを作ったと思われる（その後、センメルヴェイスは自身の学説が受け入れられないまま、悲惨な死を遂げた）。
彼はまた「医療はすべて政治であり、政治とは大規模な医療にほかならない」 と宣言し、公衆衛生の改善を強く訴え、ベルリンに近代的な上・下水道を作るために政治家として働いた（ベルリン市議会議員（1859年 - 1902年）、プロイセン王国下院議員（1862年 - 1902年）、ライヒ議会議員（1880年 - 1893年））。ベルリン大学付属病院のシャリテーのメンバーでもあった。リベラル政党進歩党の共同創設者兼メンバーとしてビスマルクの政治的な敵対者であり、当時勃興しつつあった反ユダヤ主義を真っ向から否定した。
医学教育に関しては、「医学教育は、生計を立てる方法を医学生に提供するためのものではなく、地域社会の健康を確保するためのものである」と述べている。
人類学や民俗学・先史学にも関心を持ち、ハインリヒ・シュリーマンのトロイ遺跡発掘を支援している。1869年にはベルリン人類学会の創設に加わり、これがやがてベルリン人類学・民族学・先史学協会となってドイツの考古学の発展に非常に貢献した。
1884年、彼はロンドン王立協会の外国人会員に選出され、同協会から1892年にコプリ・メダル、1893年にクルーニアン・メダルを授与された。1898年ヘルムホルツ・メダル、1901年コテニウス・メダル受賞。
1902年9月25日、ベルリンで死去。80歳没。